# Brachyscias verecundus
Brachyscias verecundus là một loài thực vật có hoa trong họ Hoa tán. Loài này được J.M.Hart & Henwood mô tả khoa học đầu tiên năm 1999.